# Hrebenne (powiat tomaszowski)
Hrebenne (ukr. Гребенне) – wieś w Polsce, położona w województwie lubelskim, w powiecie tomaszowskim, w gminie Lubycza Królewska.
W II Rzeczypospolitej wieś w powiecie rawskim w woj. lwowskim.
W latach 1944–1947 nacjonaliści ukraińscy z OUN-UPA zamordowali tutaj 19 Polaków.
W latach 1954–1959 wieś należała i była siedzibą władz gromady Hrebenne, po jej zniesieniu w gromadzie Lubycza Królewska. W latach 1975–1998 wieś należała administracyjnie do województwa zamojskiego.
Wieś jest sołectwem w gminie Lubycza Królewska. Według Narodowego Spisu Powszechnego z roku 2011 wieś liczyła 308 mieszkańców.
Wierni Kościoła rzymskokatolickiego należą do parafii Narodzenia Najświętszej Maryi Panny w Siedliskach.

## Części wsi
| SIMC    | Nazwa          | Rodzaj    |
| ------- | -------------- | --------- |
| 0892777 | Bukowinka      | część wsi |
| 0991232 | Hrebenne-Osada | część wsi |

## Historia
Nazwa "Hrebenne" może pochodzi od słowa "grzebień", które w języku staroruskim oznaczało grzbiet górski, może oznaczać również miejsce, w którym produkowano grzebienie. Jedna z możliwych etymologii nazwy jest poszukiwana także w czasach zarazy, gdy epidemia zdziesiątkowała ludność wsi sprawiając, że miejsce stało się kojarzone z grzebowiskiem (cmentarzem). Stąd słowo "grzebane" co później mogło przekształcić się w Hrebenne. 
Pierwsze wzmianki o wsi pochodzą z 1444 r., gdy 28 stycznia książę mazowiecki i bełski Władysław I (1442–1455) na mocy przywileju donacyjnego nadaje szlachetnemu Iwaszkowi z Hrebennego (Iwaschko de Hrabyona) spustoszałą (opuszczoną?) posiadłość Stare Hrebenne (Starahrobyona).  W końcu XVI w. wybuchł tu antyfeudalny bunt chłopski, krwawo stłumiony. Słownik geograficzny z końca XIX w. podaje, że „miejscowość była tem sławna, że tutejsi włościanie umieli leczyć chorobę z Ameryki po Europie rozmnożoną” (nie można znaleźć w innych źródłach, o jaką chorobę chodziło).
Według obliczeń ludność Hrebenne na dzień 1 stycznia 1939 r. wynosiła 1630 osób.
W latach 1944–1947 nacjonaliści ukraińscy z OUN-UPA zamordowali tutaj 19 Polaków.
Wieś została zdobyta 21 lipca 1944 przez wojska radzieckie.
28 lutego 1945 roku zostało tu zamordowanych przez bojowników Ukraińskiej Powstańczej Armii dwóch funkcjonariuszy Milicji Obywatelskiej (po wojnie ustawiono pomnik ich upamiętniający).
Ludność ukraińska (742 osoby), stanowiąca ponad połowę mieszkańców, została w dniach 21–25 czerwca 1947 r. w ramach akcji „Wisła” wysiedlona, a ich gospodarstwa zniszczone. We wsi pozostało 672 Polaków.
Według Narodowego Spisu Powszechnego z roku 2011 wieś liczyła 308 mieszkańców.

## Zabytki
- Drewniana cerkiew pw. św. Mikołaja, położona na wysokim wzgórzu i otoczona starymi lipami. Pochodzi z roku 1600 lub 1697, przebudowy i remonty przechodziła w roku 1797, 1832 i 1959. Ma konstrukcję zrębową, jest trójdzielna, wszystkie trzy części są trójkondygnacyjne, zbudowane na planach kwadratów, nakryte ośmiobocznymi kopułami z latarniami. Poszczególne kondygnacje oddzielają szerokie okapy. Dawne pokrycie gontowe zmienione zostało na blaszane. Wewnątrz zachowały się fragmenty ikonostasu z XVII – XVIII w. z ikonami, malowanymi na deskach. Obok cerkwi stoi drewniana, dwukondygnacyjna dzwonnica z XVII w.

- W lesie, na północ od wsi, przy drodze do stacji kolejowej, znajduje się stary cmentarz, na którym zachowało się wiele ludowych nagrobków bruśnieńskich.

## Transport
Od lat 60. do połowy lat 80. w miejscowości, na granicy polsko-radzieckiej kończyła swój bieg droga międzynarodowa E81. Łączyła Hrebenne z Lublinem, Warszawą i Trójmiastem.
W Hrebennem znajduje się duże przejście graniczne do Rawy Ruskiej na Ukrainie, do którego wiedzie droga krajowa nr 17 prowadząca z Warszawy przez Lublin oraz graniczne przejście kolejowe.
1 maja 2008 r. otwarto dwukilometrowy odcinek obwodnicy po zachodniej stronie miejscowości. Trwająca 18 miesięcy budowa wiązała się z pracami archeologicznymi i saperskimi. Inwestycja kosztowała 35 milionów zł. Trasę budowało portugalskie konsorcjum budowlane.
Od stycznia 2024 roku w piątki i niedziele Urząd Marszałkowski Województwa Lubelskiego uruchomił jedną parę pociągów z Zamościa przez Bełżec do Hrebennego.